# Сосегу
Сосегу (порт. Sossêgo) — муниципалитет в Бразилии, входит в штат Параиба. Составная часть мезорегиона Сельскохозяйственный район штата Параиба. Входит в экономико-статистический  микрорегион Куриматау-Осидентал. Население составляет 2751 человек на 2006 год. Занимает площадь 154,795 км². Плотность населения — 17,8 чел./км².

## Статистика
- Валовой внутренний продукт на 2003 год составляет 12 701 146,00 реалов (данные: Бразильский институт географии и статистики).
- Валовой внутренний продукт на душу населения на 2003 год составляет 4737,47 реалов (данные: Бразильский институт географии и статистики).
- Индекс развития человеческого потенциала на 2000 год составляет 0,551 (данные: Программа развития ООН).